# DOT 3
Pour les articles homonymes, voir DOT.
DOT 3 est une désignation de liquide de frein pour automobiles, selon les normes établies par le Department of Transportation (DOT) américain.

## Description
Aux États-Unis, les liquides de freins doivent répondre à la « Norme no 116 ; Liquides de freins pour véhicules à moteur ». Sous cette norme, le Department of Transportation donne quatre spécifications nomimales pour les liquides de freins : DOT 3, DOT 4, Super DOT 4 et DOT 5.1. Ces quatre liquides sont à base de polyéthylène glycol (PEG) et donc miscibles entre eux (contrairement au DOT 5 qui est à base de silicone). Ces quatre liquides sont hygroscopiques et absorbent l'eau de l'atmosphère. Leurs performances s'en trouvent dégradées et leur point d'ébullition chute.

## Voitures anciennes
Les freins Girling, qui étaient largement utilisés dans les voitures britanniques au milieu du XXe siècle, utilisent des joints en nitrile, qui sont dégradés par les liquides DOT 3.